# Aptostichus stanfordianus
Aptostichus stanfordianus is een spinnensoort uit de familie Cyrtaucheniidae. De soort komt voor in de Verenigde Staten.